# Stephen Carr
Stephen Carr (ur. 29 sierpnia 1976 w Dublinie) – irlandzki piłkarz występujący na pozycji obrońcy w Birmingham City.

## Kariera
Stephen Carr, przed Birmingham, grał w dwóch klubach. Karierę zaczynał w 1991 w Tottenham Hotspur jako junior, ale już dwa lata później trafił do zespołu seniorów. W macierzystym klubie zadebiutował 29 września 1993 w meczu przeciwko drużynie Ipswich Town.
Kontrakt z drużyną Newcastle United podpisał 10 sierpnia 2004. Na St James’ Park został sprowadzony przez trenera Johna Carvera za kwotę 2 milionów funtów, a debiut zapisał w zremisowanym meczu z Middlesbrough (2:2).
Przygodę z reprezentacją Irlandii zaczynał od drużyn juniorskich i młodzieżowych. 28 kwietnia 1999 zadebiutował w dorosłej kadrze w meczu przeciwko reprezentacji Szwecji. Kontuzja wyeliminowała go z udziału w Mistrzostwach Świata 2002. Po nieudanych eliminacjach Mistrzostw Świata 2006 ogłosił zakończenie kariery reprezentacyjnej, jednak wrócił do kadry namówiony przez selekcjonera Steve’a Stauntona.
1 grudnia 2008 roku w zakończył swoją karierę piłkarską, ponieważ nie mógł znaleźć klubu, w którym mógłby grać. 23 lutego 2009 Carr wznowił karierę i przeszedł do Birmingham City na zasadzie wolnego transferu.